# جونيور (فلم 1994)
جونيور هو فيلم كوميدي أمريكي عام 1994 من إخراج وإنتاج إيفان ريتمان، وبطولة أرنولد شوارزنيجر وداني ديفيتو وإيما تومسون.
تدور أحداث الفيلم عن أليكس هيس العالم النمساوي الأمريكي الذي يوافق على الخضوع لحمل ذكر كجزء من تجربة علمية.
تم عرض الفيلم في الولايات المتحدة قبل يوم من عيد الشكر في 23 نوفمبر 1994 لاستقبال فاتر ولم يتطابق مع أداء شباك التذاكر لأفلام ريتمان السابقة من بطولة شوارزنيجر، حصل شوارزنيجر وطومسون على ترشيحات جائزة غولدن غلوب لأدائهم. كما تم الاعتراف بالأغنية الرئيسية للفيلم، «باتي سميث» "Look What Love Has Done")، وتم ترشيحها لجائزة الأوسكار لأفضل أغنية أصلية.

## روابط خارجية
- مقالات تستعمل روابط فنية بلا صلة مع ويكي بيانات

- Junior  في قاعدة بيانات الأفلام على الإنترنت (بالإنجليزية)